# Campeonato Cearense de Futebol de 2017
O Campeonato Cearense de Futebol de 2017 é a 103ª edição do torneio, a competição premiará os clubes com duas vagas para a Copa do Brasil de 2018, duas para a Copa do Nordeste de 2018 e duas para a Série D de 2018.

## Regulamento
O Campeonato será disputado em quatro fases, a saber: Primeira Fase, Quartas de final, Semifinal e Final.
Na Primeira Fase, os clubes jogarão entre si em partidas de ida, totalizando nove jogos para cada clube. Em caso de empate em pontos ganhos entre dois ou mais clubes ao final da Primeira Fase, o desempate, para efeito de classificação, será efetuado observando-se os critérios abaixo: maior número de vitórias; maior saldo de gols; maior número de gols pró; confronto direto (entre dois clubes somente); sorteio. Ao final da Primeira Fase, os clubes colocados entre 1º e 8º lugares estarão classificados para a fase Quartas de final. Ao final da Primeira Fase, os clubes colocados em 9º e 10º lugares descenderão para a Série B em 2018. 
Nas Quartas de final, os oito clubes classificados na Primeira Fase jogarão ida e volta, com mando de campo do segundo jogo para o clube com melhor campanha na Primeira Fase, nos seguintes grupos: 
- GRUPO B1: 1º x 8º colocado na Primeira Fase
- GRUPO B2: 2º x 7º colocado na Primeira Fase
- GRUPO B3: 3º x 6º colocado na Primeira Fase
- GRUPO B4: 4º x 5º colocado na Primeira Fase.

Em caso de empate em pontos ganhos entre dois clubes em cada grupo nas Quartas de final, a decisão do classificado será definida em cobranças de pênaltis. 
Na Semifinal, os quatro clubes qualificados jogarão uma melhor de três partidas, com mando de campo no segundo e terceiro jogo (caso seja necessário) para o clube com melhor campanha em toda a competição – somando a Primeira Fase e as Quartas de final, nos seguintes grupos: 
- GRUPO C1: Vencedor do Grupo B1 x Vencedor do Grupo B4
- GRUPO C2: Vencedor do Grupo B2 x Vencedor do Grupo B3

Em caso de duas vitórias consecutivas da mesma equipe na Semifinal, não haverá necessidade da realização do terceiro jogo, estando a equipe que somou os seis pontos classificada para a final. Em caso de empate em pontos ganhos entre os dois clubes ao final da terceira partida em cada grupo na Semifinal, a decisão do classificado será definida em cobranças de pênaltis. 
Na Final, os clubes vencedores do confronto semifinal jogarão uma melhor de três partidas, com mando de campo no segundo e terceiro jogo (caso seja necessário) para o clube com melhor campanha – somando a Primeira Fase e as Quartas de final. Em caso de duas vitórias consecutivas da mesma equipe na Final, não haverá necessidade da realização do terceiro jogo, sendo a equipe que somou os seis pontos declarada campeã. Em caso de empate em pontos ganhos entre os dois clubes ao final da terceira partida, a decisão do campeão será definida em cobranças de pênaltis. 
O campeão e vice-campeão receberão as duas vagas na Copa do Brasil de 2018, assim como na Copa do Nordeste de 2018. O melhor time classificado, excluindo Ceará e Fortaleza, receberá duas vagas na Série D de 2018.

## Transmissão
O torneio será transmitido para todo o país pelos canais TV Diário (televisão aberta no Ceará e em algumas cidades do Norte-Nordeste, e fechada no resto do Brasil), e pelos canais Esporte Interativo Maxx e Esporte Interativo Maxx 2 (televisão paga) — nestes, apenas as partidas envolvendo Ceará e/ou Fortaleza. A partir de 29 de janeiro, a TV Verdes Mares (afiliada Rede Globo) também passará a transmitir o campeonato para todo o Estado do Ceará na televisão aberta.

## Participantes
| Equipe              | Cidade            | Em 2016      | Estádio (capacidade)                  | Títulos             |
| ------------------- | ----------------- | ------------ | ------------------------------------- | ------------------- |
| Ceará               | Fortaleza         | 5° (Série A) | Castelão (67.037)                     | 44 (último em 2014) |
| Ferroviário[a]      | Fortaleza         | 3º (Série B) | Castelão (67.037) — Domingão (10.400) | 9 (último em 1995)  |
| Fortaleza           | Fortaleza         | 1° (Série A) | Castelão (67.037)                     | 40 (último em 2016) |
| Guarani de Juazeiro | Juazeiro do Norte | 3° (Série A) | Romeirão (10.000)                     | 0 (não possui)      |
| Guarany de Sobral   | Sobral            | 4º (Série A) | Junco (8.584)                         | 0 (não possui)      |
| Horizonte           | Horizonte         | 2º (Série B) | Domingão (10.400)                     | 0 (não possui)      |
| Itapipoca           | Itapipoca         | 8º (Série A) | Perilão (5.000)                       | 0 (não possui)      |
| Maranguape          | Maranguape        | 6º (Série A) | Domingão (10.400)                     | 0 (não possui)      |
| Tiradentes          | Fortaleza         | 7º (Série A) | Castelão (67.037) — Domingão (10.400) | 1 (último em 1992)  |
| Uniclinic           | Fortaleza         | 2° (Série A) | Castelão (67.037) — Domingão (10.400) | 0 (não possui)      |

a. ^  O Ferroviário está confirmado na 1ª Divisão do Campeonato Cearense. E está confirmada a desistência do Alto Santo de participar da Série A do estadual. 

## Primeira fase
| Classificação | Classificação       | Classificação | Classificação | Classificação | Classificação | Classificação | Classificação | Classificação | Classificação | Classificação | Classificação |
| Pos           | Times               | Pts           | J             | V             | E             | D             | GP            | GC            | SG            | %             |               |
| ------------- | ------------------- | ------------- | ------------- | ------------- | ------------- | ------------- | ------------- | ------------- | ------------- | ------------- | ------------- |
| 1             | Ceará               | 20            | 9             | 6             | 2             | 1             | 12            | 5             | +7            | 74.1          |               |
| 2             | Fortaleza           | 17            | 9             | 5             | 2             | 2             | 16            | 5             | +11           | 63.0          |               |
| 3             | Horizonte           | 15            | 9             | 5             | 0             | 4             | 14            | 11            | +3            | 55.6          |               |
| 4             | Guarani de Juazeiro | 15            | 9             | 4             | 3             | 2             | 15            | 9             | +6            | 55.6          |               |
| 5             | Maranguape          | 14            | 9             | 4             | 2             | 3             | 11            | 13            | –2            | 51.9          |               |
| 6             | Ferroviário         | 13            | 9             | 3             | 4             | 2             | 12            | 8             | +4            | 48.1          |               |
| 7             | Tiradentes-CE       | 11            | 9             | 3             | 2             | 4             | 15            | 14            | +1            | 40.7          |               |
| 8             | Atlético Cearense   | 9             | 9             | 2             | 3             | 4             | 13            | 18            | –5            | 33.3          |               |
| 9             | Guarany de Sobral   | 6             | 9             | 1             | 3             | 5             | 10            | 19            | –9            | 22.2          |               |
| 10            | Itapipoca           | 3             | 9             | 0             | 3             | 6             | 6             | 22            | –16           | 11.1          |               |

| Resultados          | Resultados | Resultados | Resultados | Resultados | Resultados | Resultados | Resultados | Resultados | Resultados | Resultados |
|                     | CEA        | FER        | FOR        | GJU        | GSO        | HOR        | ITP        | MAR        | TIR        | UNI        |
| ------------------- | ---------- | ---------- | ---------- | ---------- | ---------- | ---------- | ---------- | ---------- | ---------- | ---------- |
| Ceará               | —          | 1–0        |            |            | 2–1        | 2–0        |            |            | 1–0        |            |
| Ferroviário         |            | —          | 2–2        |            |            |            | 4–0        | 1–1        | 1–0        |            |
| Fortaleza           | 1–0        |            | —          | 1–0        |            |            | 5–0        | 4–0        |            | 3–0        |
| Guarani de Juazeiro | 0–1        | 0–0        |            | —          | 5–2        | 3–1        |            |            |            | 3–1        |
| Guarany de Sobral   |            | 1–2        | 0–0        |            | —          | 0–4        | 3–2        |            | 2–2        |            |
| Horizonte           |            | 1–0        | 1–0        |            |            | —          | 4–1        |            |            | 0–1        |
| Itapipoca           | 1–1        |            |            | 0–0        |            |            | —          | 1–1        |            | 0–2        |
| Maranguape          | 0–2        |            |            | 0–1        | 1–0        | 3–1        |            | —          | 2–0        |            |
| Tiradentes-CE       |            |            | 2–0        | 3–3        |            | 1–2        | 2–1        |            | —          |            |
| Atlético Cearense   | 2–2        | 2–2        |            |            | 1–1        |            |            | 2–3        | 2–4        | —          |

| \| \| \| \| \| Classificados para as quartas de final \| \| \| Rebaixados para a Segunda Divisão \| | Legenda: Vitória do mandante — Vitória do visitante — Empate Em vermelho os jogos da próxima rodada; Em negrito os jogos "clássicos". |
| | |
| | Classificados para as quartas de final                                                                                                |
| | Rebaixados para a Segunda Divisão |

### Desempenho por rodada
Clubes que lideraram ao final de cada rodada:
| 1   | 2   | 3   | 4   | 5   | 6   | 7   | 8   | 9   |
| GJU | FER | FOR | TIR | CEA | CEA | CEA | CEA | CEA |

Clubes que ficaram na última posição ao final de cada rodada:
| 1   | 2   | 3   | 4   | 5   | 6   | 7   | 8   | 9   |
| HOR | HOR | HOR | ITA | ITA | ITA | ITA | ITA | ITA |

## Fase final
Em itálico, os times que possuem o mando de campo no primeiro jogo do confronto e em negrito os times classificados.
|  | Quartas de final | Quartas de final    | Quartas de final | Quartas de final | Quartas de final |                     |             | Semifinais | Semifinais | Semifinais | Semifinais |       |   | Final | Final | Final | Final | Final | Final | Final | Final | Final | Final |
|  |                  |                     |                  |                  |                  |                     |             |            |            |            |            |       |   |       |       |       |       |       |       |       |       |       |       |
|  | 1                | Ceará               | 3                | 4                | 7                |                     |             |            |            |            |            |       |   |       |       |       |       |       |       |       |       |       |       |
|  | 8                | Atlético Cearense   | 1                | 1                | 2                |                     |             |            |            |            |            |       |   |       |       |       |       |       |       |       |       |       |       |
|  | 8                | Atlético Cearense   | 1                | 1                | 2                |                     | Ceará       | 0          | 2          | 1          |            |       |   |       |       |       |       |       |       |       |       |       |       |
|  |                  |                     |                  |                  |                  |                     | Ceará       | 0          | 2          | 1          |            |       |   |       |       |       |       |       |       |       |       |       |       |
|  |                  | Guarani de Juazeiro | 0                | 0                | 0                |                     |             |            |            |            |            |       |   |       |       |       |       |       |       |       |       |       |       |
|  | 4                | Guarani de Juazeiro | 0                | 0                | 0                | Guarani de Juazeiro | 1           | 5          | 6          |            |            |       |   |       |       |       |       |       |       |       |       |       |       |
|  | 4                |                     |                  |                  |                  | Guarani de Juazeiro | 1           | 5          | 6          |            |            |       |   |       |       |       |       |       |       |       |       |       |       |
|  | 5                | Maranguape          | 1                | 1                | 2                |                     |             |            |            |            |            |       |   |       |       |       |       |       |       |       |       |       |       |
|  | 5                | Maranguape          | 1                | 1                | 2                |                     |             |            |            |            |            | Ceará | 1 | 2     | [F]   |       |       |       |       |       |       |       |       |
|  |                  |                     |                  |                  |                  |                     |             |            |            |            |            |       | 1 | 2     | [F]   |       |       |       |       |       |       |       |       |
|  |                  | Ferroviário         | 0                | 0                | [F]              |                     |             |            |            |            |            |       |   |       |       |       |       |       |       |       |       |       |       |
|  | 3                | Ferroviário         | 0                | 0                | [F]              | Horizonte           | 1           | 1 (2)      | 2          |            |            |       |   |       |       |       |       |       |       |       |       |       |       |
|  | 3                |                     |                  |                  |                  | Horizonte           | 1           | 1 (2)      | 2          |            |            |       |   |       |       |       |       |       |       |       |       |       |       |
|  | 6                | Ferroviário         | 1                | 1 (4)            | 2                |                     |             |            |            |            |            |       |   |       |       |       |       |       |       |       |       |       |       |
|  | 6                | Ferroviário         | 1                | 1 (4)            | 2                |                     | Ferroviário | 2          | 1          | 0          |            |       |   |       |       |       |       |       |       |       |       |       |       |
|  |                  |                     |                  |                  |                  |                     | Ferroviário | 2          | 1          | 0          |            |       |   |       |       |       |       |       |       |       |       |       |       |
|  |                  | Fortaleza           | 0                | 1                | 0                |                     |             |            |            |            |            |       |   |       |       |       |       |       |       |       |       |       |       |
|  | 2                | Fortaleza           | 0                | 1                | 0                | Fortaleza           | 3           | 3          | 6          |            |            |       |   |       |       |       |       |       |       |       |       |       |       |
|  | 2                |                     |                  |                  |                  | Fortaleza           | 3           | 3          | 6          |            |            |       |   |       |       |       |       |       |       |       |       |       |       |
|  | 7                | Tiradentes-CE       | 2                | 0                | 2                |                     |             |            |            |            |            |       |   |       |       |       |       |       |       |       |       |       |       |
|  | 7                | Tiradentes-CE       | 2                | 0                | 2                |                     |             |            |            |            |            |       |   |       |       |       |       |       |       |       |       |       |       |

QF. ^  Os jogos das Quartas-de-Final não terão a possibilidade de terceiro jogo, somente a partir das Semifinais.

F. ^  A final não necessitou do terceiro jogo.

## Premiação
| Campeão Cearense 2017      |
| Fortaleza                  |
| -------------------------- |
| Ceará Campeão (44° título) |

## Campeão do Interior
| Taça Padre Cícero de 2017               |
| Juazeiro do Norte                       |
| --------------------------------------- |
| Guarani de Juazeiro Campeão (3º título) |

## Artilharia
- Atualizado até 24 de abril de 2017 ás 16:00 [3]

## Premiação (Troféu Verdes Mares)
- Craque do Campeonato: Adenilson (Guarani de Juazeiro)

- Craque da Galera: Marcelo Boeck (Fortaleza)

- Seleção do campeonato:
  - Goleiro: Léo (Guarani de Juazeiro)
  - Zagueiros: Túlio (Ferroviário) e Luiz Otávio (Ceará)
  - Laterais: Jeanderson (Ferroviário) e Gustavo (Ferroviário)
  - Volantes:  Raul (Ceará) e Richardson (Ceará)
  - Meio-campistas: Jonathas (Ferroviário) e Adenilson (Guarani de Juazeiro)
  - Atacantes: Leílson (Guarani de Juazeiro) e Magno Alves (Ceará)

- Artilheiro: Leílson (Guarani de Juazeiro)

- Melhor técnico: Washington Luís (Guarani de Juazeiro)

- Melhor árbitro: César Magalhães

- Melhor assistente (árbitro): Anderson Farias

- Goleiro menos vazado: Éverson (Ceará)

- Revelação: Túlio (Ferroviário)

- Homenageado: Sérgio Alves